# 公主抱
公主抱（o-hime-sama dakko）是一个源自日语的词汇，通常是在情侣和夫妻之间，表达亲密关系和爱意的拥抱方式之一。

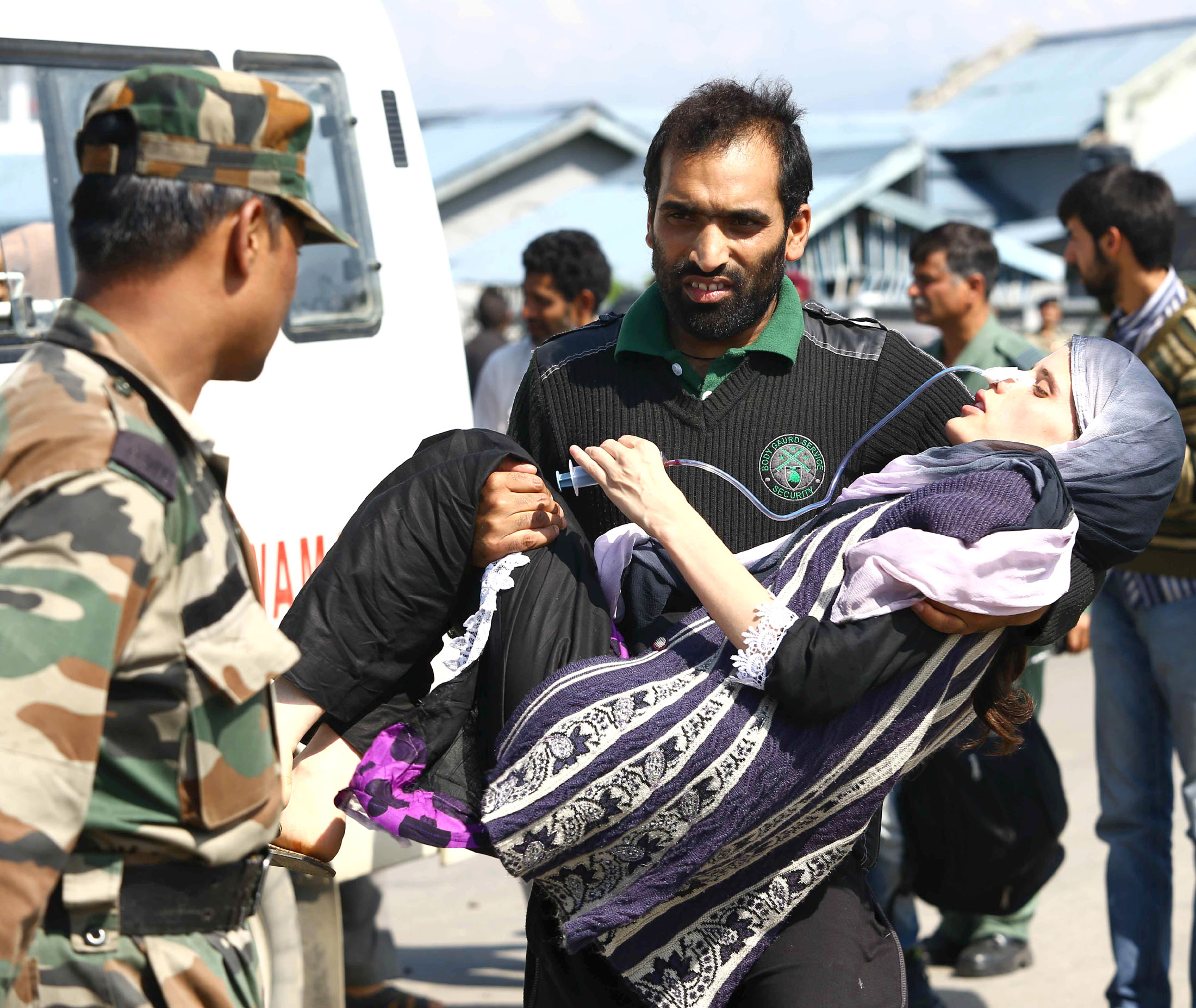
比較標準的公主抱（正面）

具体而言，抱者站在被抱者的身侧，伸展双臂支撑并托住被抱者的上身和下身，以肩胛骨下和大腿弯处作为支点，向上抬起到腹部的位置。

## 词解

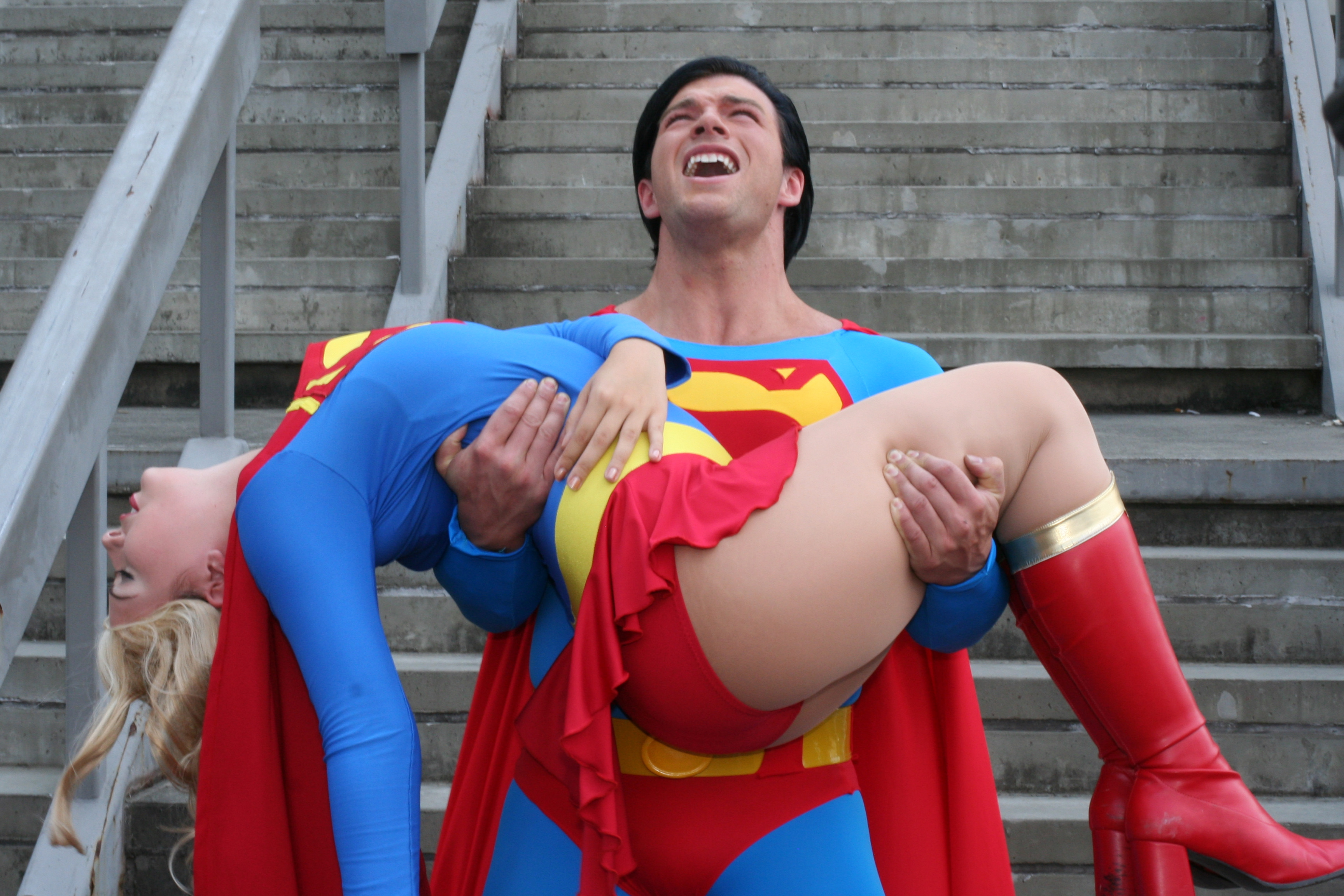
支撐腰部的公主抱（正面）

“公主抱”一词源自日本次文化，是的幼儿语用法。童话故事中的英雄、王子或反派使用这种方式抱起公主，所以现实中也有人模仿，成为大众情侣表达爱的一种浪漫方式。
对于人体结构而言，这是一种自然的举重抬物方式，但“公主抱”一词却是新奇的文字表达方式。至少，在二次元文化流行以前，已经有“横抱”的同义词，但“横抱”有比“公主抱”更广泛的定义，例如急救也有使用相同的技巧搬运伤患者。日本语言学家米川明彦于2003年提到“公主抱”这个词语时，仍是只有少数爱好者使用的俚语。

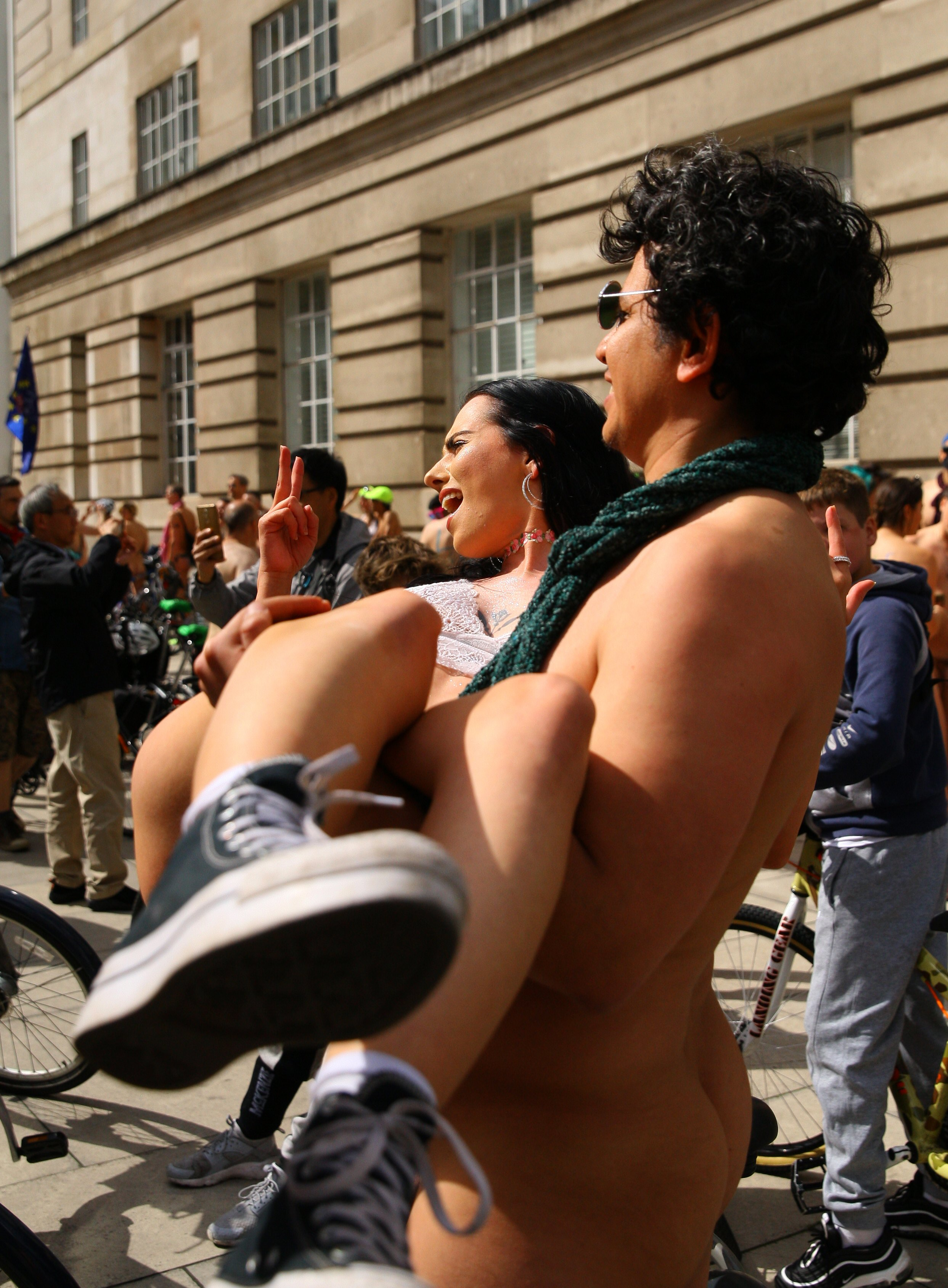
公主抱（側面）

英语有个近似词“bridal carry”（新娘抱），但用法仅限于新婚夫妇的拥抱。这个婚礼习俗可以溯源到几千年前的罗马时代，新娘会在婚礼上跑回她的母亲身边，而新郎会拦截她，并将她抱走带进屋里，对这一传统最直接的解释，是对“俘虏婚姻”的良性回忆；另外一个解释，就是展现新娘不情愿离开父母的家，但必须要开始属于自己的家庭。不列颠民俗则相信，新娘踏到门槛是不吉利的征兆，所以新郎试图抱着新娘，就可以确保新娘不会触地。